# هولي شابمان
هولي شابمان (بالإنجليزية: Hollie Chapman)‏ هي ممثلة بريطانية، ولدت في 1989.

## وصلات خارجية
- هولي شابمان على موقع IMDb (الإنجليزية)